# 아르마지

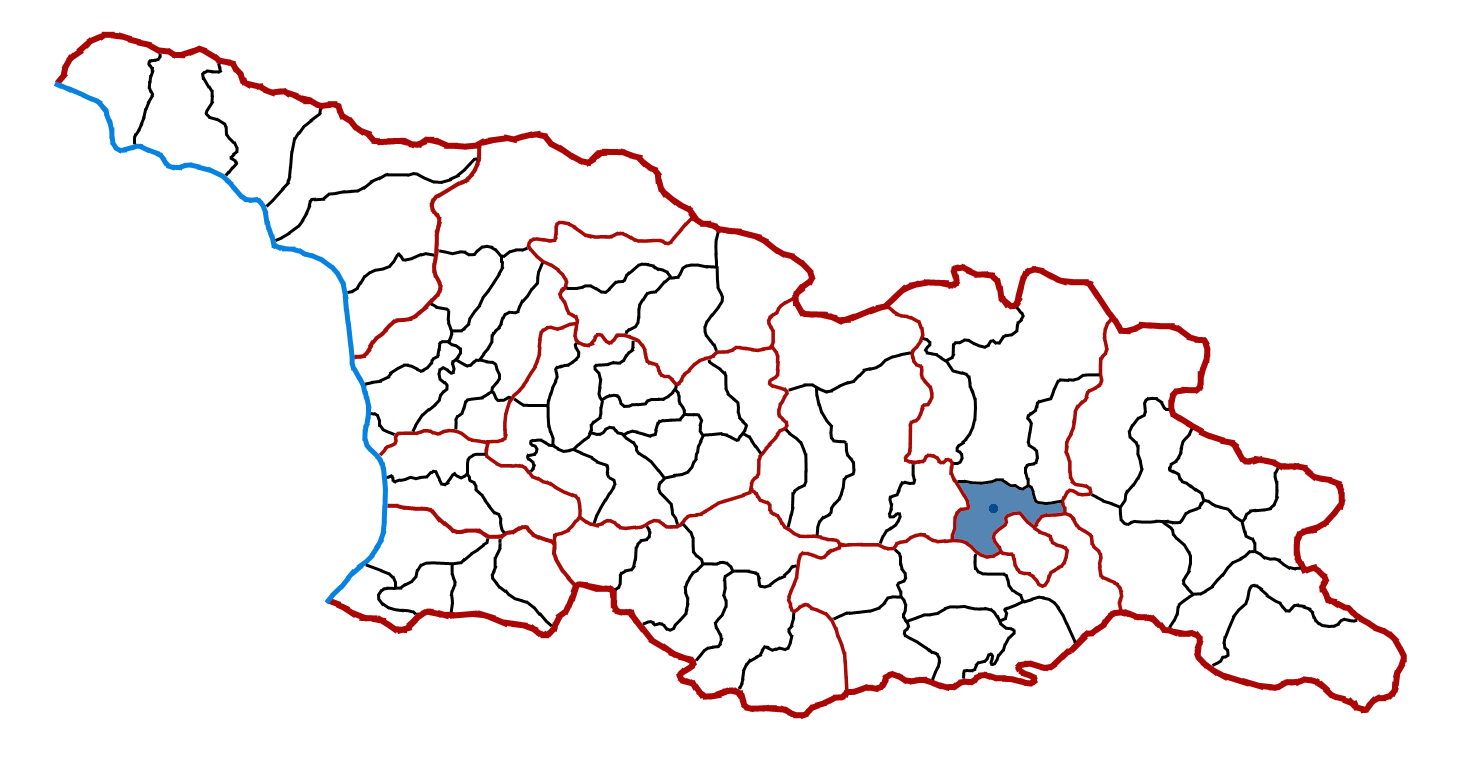
아르마지가 위치해 있는 므츠헤타 구의 지도.

아르마지(조지아어: არმაზი)는 조지아에 있는 곳으로, 므츠헤타 북서쪽으로 22km, 트빌리시 북쪽으로 22km 거리에 위치한 역사적인 대므츠헤타의 현장 일부이다. 그 곳에는 고대 조지아의 카르틀리 또는 이베리아 왕국에 위치해 있던 므츠헤타와 같은 이름의 최초의 수도였던 고대 도시가 있었다. 그 지역은 서력기원의 초반 세기들에 특히 번성했으며 730년대에 아랍의 침입으로 파괴되었다.

## 고고학적 발견

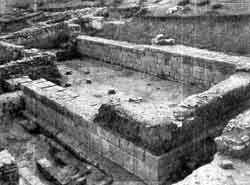
마기네티 산에 있는 (기원전 1세기의) 아르마지 궁전 터의 6 기둥 홀의 폐허.

아르마지의 영토의 소규모 유적지들은 1890년대에 전반적으로 돌계단의 형태를 띈, 징두리 벽돌들로 만들어진 마을 가옥들의 벽들을 드러냈고, 투룸 구조로 된 가옥과 1세기 여성을 표현한 토르소 조각의 부분들도 발견되었다. 조지아 과학 아카테미 소속의 안드리아 아파키제의 지도 하에 착수된 1943~1948년의 대규모 발굴 작업은 1985년에 재개 되었고 계속되고 있다. 그 유적들은 AD 1세기의 제1반세기에 베어서 모양을 다듬은 벽돌로 건축된 벽들과 탑들을 보여줬으며, 구릉지 꼭대기를 에워싸고 있었으며 고지대 반대편으로는 강으로 기울어진 경사진 지형에 있고, 300km2의 넓이이다. 벽들이 있는 그 부지는 계단식이었고 테라스식의 계단들 마다 다양한 건물들이 자리하고 있었다.
3개 층의 문화가 있는 주요 지층들이 확인되었다.: 가장 오래된 지층은 기원전 4~3세기(아르마지 1), 중간 지층은 기원전 3~1세기(아르마지 2), 그 다음으로 오래된 지층은 구조로 보아 1~6세기(아르마지 3)의 지층이다. 아르마지 1은 튼튼한 기둥이 되는 거벽돌로 구성되었지만 마감재는 그 것보다 덜 튼튼한 진흙 벽돌이다. 그 지층에는 6개의 기둥에다가 기와 지붕을 올린 커다란 방이 포함되어 있다. 아르마지 2는 애프스가 있는 신전이 특징이다. 아르마지 3은 가장 부유했던 시절의 지층으로 우아하게 절단한 벽돌들을 모아 석회 모르타르와 금속 죔쇠들로 이어서 축조했다. 잔존해 있는 구조물들 중에는 궁전, 화려하게 장식된 묘소들, 목욕탕, 작은 석묘가 있다.
그 현장은 국보로 지정되었고 대므츠헤타 국영 고고학 박물관의 보존 영역의 일부로 박물관화되어 관리되고 있다.

## 역사

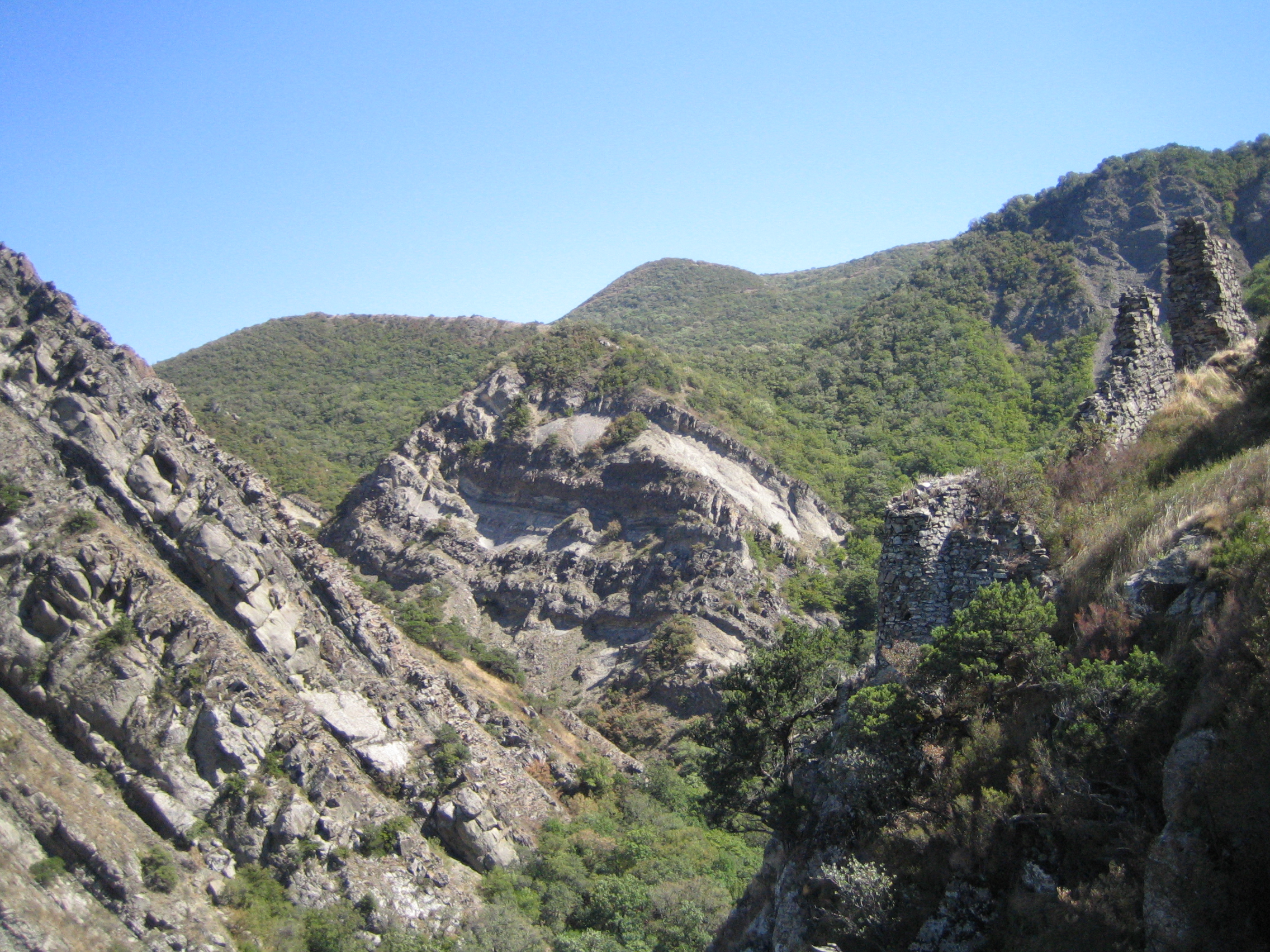
아르마지 요새의 폐허

고고학적 조사들로 고대 아르마지는 오늘날의 넓이보다 더 넓었음이 증명되었다. 아르마지의 전략적인 형세는 스키타이의 근동 침략로로 그들이 대 캅카스를 넘나들었기 때문에 그 당시 주요 길목이었던 다리알 통로까지 먼저 이르렀다.
그 도시의 이름과 그 시대에 가장 유력했던 아크로폴리스, 아르마즈-치케("아르마지의 요새"(არმაზციხე)의 축어)의 이름은 일반적으로 이베리아의 이교 족장 신인, 아르마지에서 파생된 이름으로 알려져 있다. 그 이름은 가장 먼저 조지아의 중세 초기 연보에서 무척 나이가 많은 사람의 이름으로 나타나는데 고전 고대의 스트라본, 대 플리니우스, 프톨레마이오스, 디오 카시우스의 아르마스티카 또는 하르모지카를 반영한 이름이다. 중세 조지아 연대기의 수집 기록에 따르면, 기원전 3세기에 준-전설적 왕 이베리아의 파르나바즈 1세가 지금까지 카르틀리라고 알려져있는 지역에 아르마즈치케를 건설했다고 한다. 그 요새는 오늘날 아르그비 강이 므트바리 강에 합류하는 지점의 우측 제방 쪽에 있는 바기네티 산에 자리한다. 다른 요새인 치트사무리(წიწამური) 또는 고전 작가들에 의해 세브사모라라고도 표현된 곳은 그 반대편인 아르그비의 좌측 제방에 있으며 카즈베크 산으로 가는 도로를 가로막고 있다.
므츠헤타가 이베리아의 수도로 떠오른 다음 부터도, 아르마지는 이베리아 이교의 신성시되는 도시로 남았고 므츠헤타를 방어하는 요새들 가운데 한 곳이었다. 기원전 65년에 로마 장수 폼페이가 이베리아의 왕 아르타그를 누르고 그 요새를 점령했다. 므츠바리 강 사방에 있는 폐허들은 그 시대에 파괴된 흔적들이며 아직도 "폼페이의 다리"라고 불린다. 아르마지의 전성기는 이베리아가 로마 제국과 동맹 관계에 있을 때였다. 1867년에 발굴된 그 시대의 석비를 연구해보니 75년에 로마 황제 베스파시안이 이베리아의 왕 미트리다테스 1세를 위하여 아르마지를 요새화했다는 사실을 알 수 있다고 한다. 그 방어벽은 추측컨데 캅카스를 넘어와서 빈번히 로마의 국경을 기습하는 알란에 대항하여 그들이 오늘날의 트빌리시 지역까지 세력을 확장하기 전에 북쪽 출입구를 봉쇄하기 위하여 특정한 요지에 축조되었다.
그 기간 동안, 아르마지는 거의 태수 또는 부왕과 맞먹는 지위인 이베리아의 공무원 서열체계에서 왕 다음인 두 번째로 높은 세습 피티아크시의 통치를 받았다. 왕조 대대 묘지 발굴에서 아므파루크(아마도 로마 황제 하드리안(117~138년)과 동시대)과 제바크(활약기. 150년)이 각각 새겨진 친-기독교 조지아 초상화법의 확실한 본보기로 두 태수의 초상화가 새겨진 세공 보석이 발견되었다. 또한 아르마지에서 발견된 아람 문자가 새겨진 비석에는 왕실 건축가와 섭정인("고관 군주")가 언급되어 있다.
아르자미는 조지 조지아 문화 생활과 4~5세기에 조지아 문자 사용에 앞서 조지아에서 지방 묘비석 문학의 중심지로 역할했다. 아르마지에서 발견된 수많은 궁금증을 자아내는 비석들중에 가장 중요한 그레코-아람어의 2개국어 가 새겨진 석비분은 짧은 여생을 살다간 세라피타와 그녀의 귀족 일가친척을 추모하고 있다. 그 석비문이 조지아의 아르마지 외의 지역에서 또 발견될 수 있을지라도, 그 석비에 따르는 관과 아람 문자의 번역 형식에서 진귀함을 지니고 있다.
5세기 후반 혹은 6세기 초에 조지아의 수도가 트빌리시로 옮겨가는 바람에, 아르마지는 점점 쇠퇴해갔다. 545년에도 여전히 특정 위스탐이 그 지역의 고위급 사령관직을 맡고 있었다. 736년에는 아랍 지휘관 마완 이븐 무함마드(후일에 우마이야조 칼리프 마완 2세)의 침략으로 도시는 결국 파괴되었고 흙 속으로 파묻혔다.
아르마지의 도시는 그 후 절대로 재건되지 않았지만, 1150~1178년 사이에 조지아 정교회의 성녀 니노 수도원이 축조되었다. 그 곳에는 6 애프스가 있는 홀 교회가 있으며, 게다가 그 교회는 오늘날 그 지대의 폐허들 가운데서 크게 우뚝서서 조화를 이룬 구조이며, 12세기 벽화 조각들 몇 점이 보존되어 있다.

## 같이 보기
- 드잘리시

## 참고 문헌
1. 1 2 3  Lang, David Marshall. "Armazi".[깨진 링크(과거 내용 찾기)] Encyclopædia Iranica Online Edition. Accessed on September 13, 2007.
2. ↑  Georgian Museums: National Archaeology Museum-Reserve of Greater Mtskheta.[깨진 링크(과거 내용 찾기)] Ministry of Culture, Monuments Protection and Sports of Georgia. Accessed on September 13, 2007.
3. ↑  Sherk, Robert K. (1988), The Roman Empire: Augustus to Hadrian, p. 128-9. Cambridge University Press, ISBN 0-521-33887-5.
4. ↑  Lang, David Marshall. "Asparukh" 보관됨 2008-07-12 - 웨이백 머신. Encyclopædia Iranica Online Edition. Accessed on September 13, 2007.
5. ↑  Yarshater, Ehsan (ed., 1983), The Cambridge History of Iran, p. 525. Cambridge University Press, ISBN 0-521-20092-X.